# Dacrydium elatum
Espèce
Classification phylogénétique
Statut de conservation UICN

 LC  : Préoccupation mineure
Dacrydium elatum est une espèce de plantes du genre Dacrydium, famille des Podocarpaceae. C'est un arbre à feuilles persistantes  trouvé en Asie tropicale.

## Description
L'arbre est un conifère qui peut atteindre une hauteur de 30 mètres et un diamètre à hauteur de poitrine de 80 cm. 

## Répartition
On peut le trouver en Thaïlande, au Cambodge, au Laos, au Vietnam, en Indonésie, en Malaisie et aux Philippines.

## Galerie

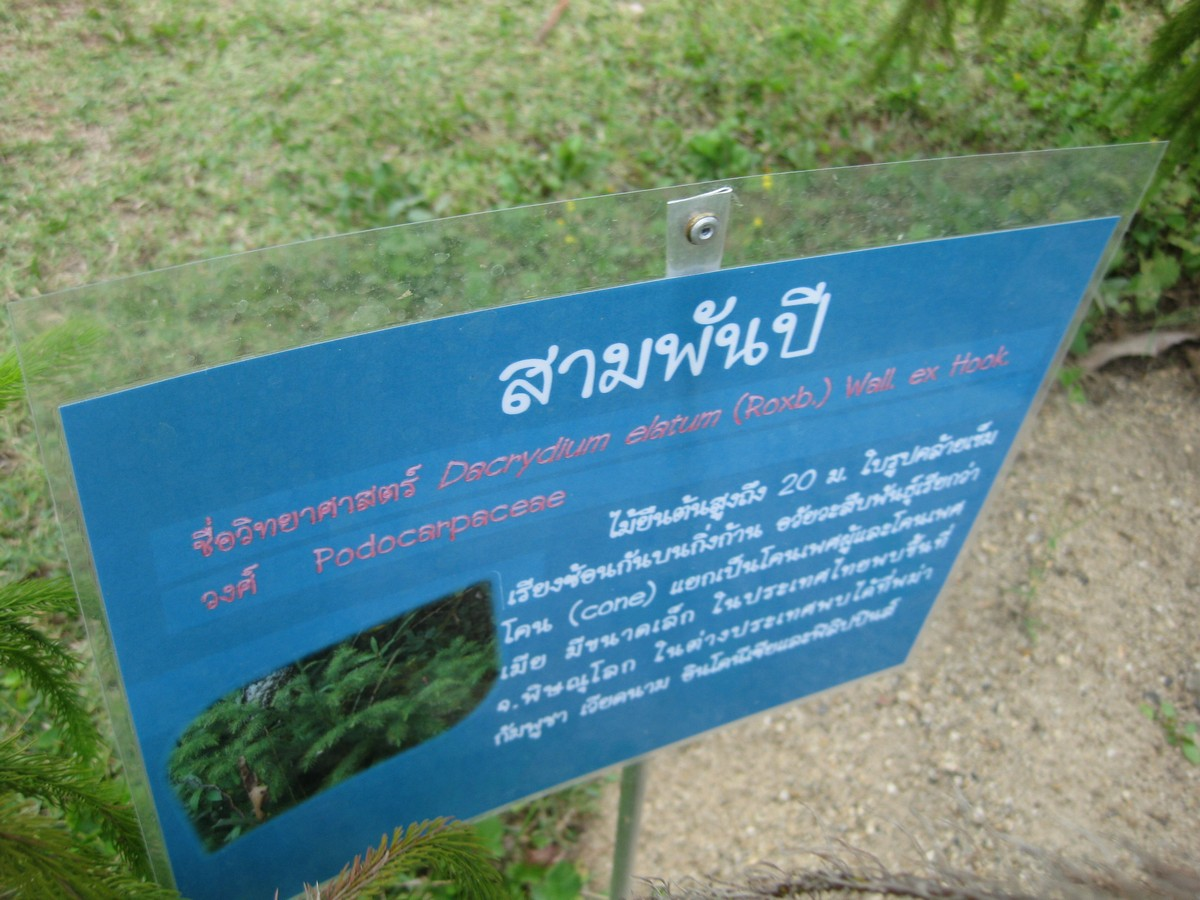
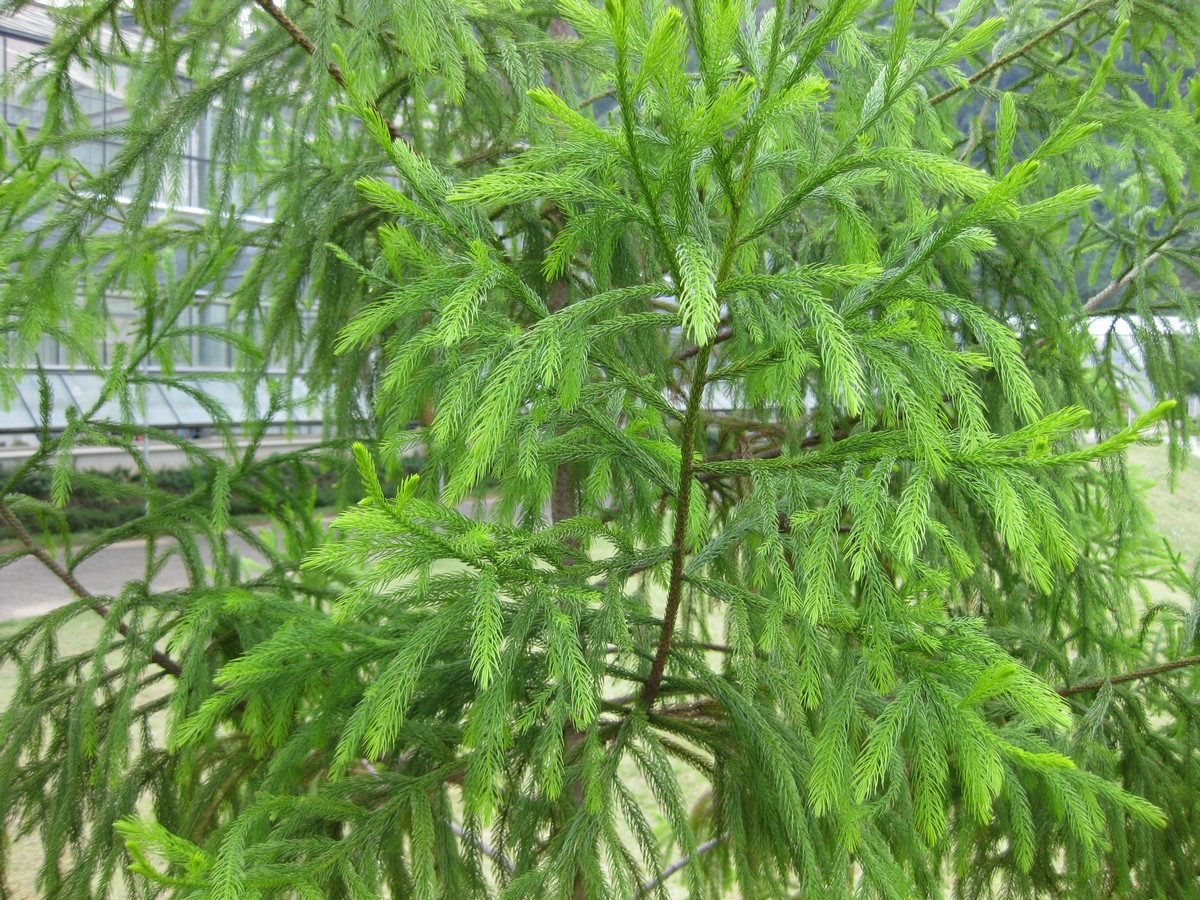
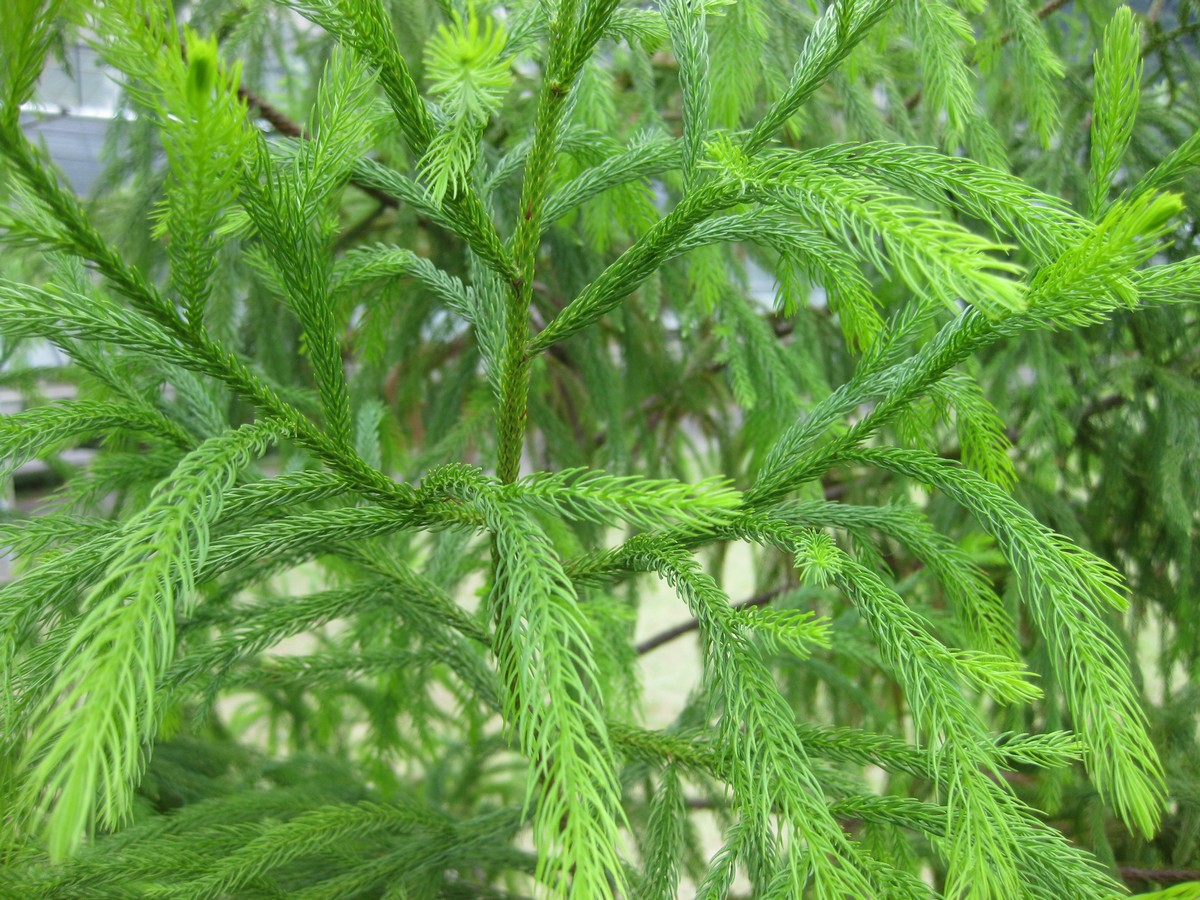

## Source de la traduction
- (en) Cet article est partiellement ou en totalité issu de l’article de Wikipédia en anglais intitulé « Dacrydium elatum » (voir la liste des auteurs).